# Myslina
Myslina (em húngaro: Mislye) é um município da Eslováquia, situado no distrito de Humenné, na região de Prešov. Tem 9,54 km² de área e sua população em 2018 foi estimada em 580 habitantes.

## Demografia
| Ano:        | 1994 | 2004   | 2014   | 2024   |
| ----------- | ---- | ------ | ------ | ------ |
| Broj ljudi: | 535  | 567    | 587    | 599    |
| Razlika:    |      | +5,98% | +3,52% | +2,04% |

| Ano:               | 2023 | 2024   |
| ------------------ | ---- | ------ |
| Número de pessoas: | 606  | 599    |
| Diferença:         |      | -1,15% |